# Venda Nova (Montalegre)
Pour les articles homonymes, voir Venda Nova.
Venda Nova est une ancienne freguesia et un village portugais de la municipalité de Montalegre.

## Histoire
La freguesia a été supprimée lors de la réorganisation administrative de 2012-2013. son territoire étant intégré à l'union des paroisses de Venda Nova et Pondras.

## Population
| Évolution de la population à Venda Nova. | Évolution de la population à Venda Nova. | Évolution de la population à Venda Nova. | Évolution de la population à Venda Nova. | Évolution de la population à Venda Nova. | Évolution de la population à Venda Nova. | Évolution de la population à Venda Nova. | Évolution de la population à Venda Nova. | Évolution de la population à Venda Nova. | Évolution de la population à Venda Nova. | Évolution de la population à Venda Nova. | Évolution de la population à Venda Nova. | Évolution de la population à Venda Nova. | Évolution de la population à Venda Nova. | Évolution de la population à Venda Nova. |
| ---------------------------------------- | ---------------------------------------- | ---------------------------------------- | ---------------------------------------- | ---------------------------------------- | ---------------------------------------- | ---------------------------------------- | ---------------------------------------- | ---------------------------------------- | ---------------------------------------- | ---------------------------------------- | ---------------------------------------- | ---------------------------------------- | ---------------------------------------- | ---------------------------------------- |
| 1864                                     | 1878                                     | 1890                                     | 1900                                     | 1911                                     | 1920                                     | 1930                                     | 1940                                     | 1950                                     | 1960                                     | 1970                                     | 1981                                     | 1991                                     | 2001                                     | 2011                                     |
| 287                                      | 305                                      | 312                                      | 289                                      | 362                                      | 342                                      | 312                                      | 542                                      | 1 071                                    | 659                                      | 524                                      | 509                                      | 421                                      | 401                                      | 262                                      |

Pour une superficie territoriale de 7,97 km2, sa densité de population lors du dernier recensement de 2012 était de 32,9 habitants/km2.